# Массо, Лука
Лука Массо (исп. Luca Masso; род. 17 июля 1994, Брюссель) — аргентинский хоккеист на траве, нападающий. Олимпийский чемпион 2016 года.

## Биография
Лука Массо родился 17 июля 1994 года в бельгийском городе Брюссель.
Наряду с гражданством Аргентины имеет подданство Бельгии.
Играл в хоккей на траве за «Ватерлоо Дакс».
В 2016 году вошёл в состав сборной Аргентины по хоккею на траве на летних Олимпийских играх в Рио-де-Жанейро и завоевал золотую медаль. Играл на позиции нападающего, участвовал только в финальном матче против сборной Бельгии (4:2), мячей не забивал.

## Семья
Отец — Эдуардо Массо (род. 1964), бельгийский теннисист аргентинского происхождения.
Мать — Сабрина Меркс, бельгийка.
Дед — Эдди Меркс (род. 1945), бельгийский шоссейный велогонщик. Участник летних Олимпийских игр 1964 года, трёхкратный чемпион мира, пятикратный победитель Тур де Франс и Джиро д'Италия, лучший велогонщик XX века по версии UCI.
Дядя — Аксель Меркс (род. 1972), бельгийский шоссейный велогонщик. Бронзовый призёр летних Олимпийских игр 2004 года, участник летних Олимпийских игр 2000 года.